# 印度蒲公英
印度蒲公英（学名：Taraxacum indicum）为菊科蒲公英属的植物，为中国的特有植物。分布在越南、印度以及中国大陆的四川、云南、西藏等地，生长于海拔1,300米至3,800米的地区，一般生于路旁草地，目前尚未由人工引种栽培。